# 莲花净土实胜寺
莲花净土实胜寺，简称实胜寺，俗称皇寺、黄寺，是清代敕建最早、規模最盛的藏傳佛教皇家寺院，亦是盛京城壇城結構之中心，位于中華人民共和國辽宁省沈阳市和平区皇寺路206号，現任住持為滿都拉上師。

## 历史

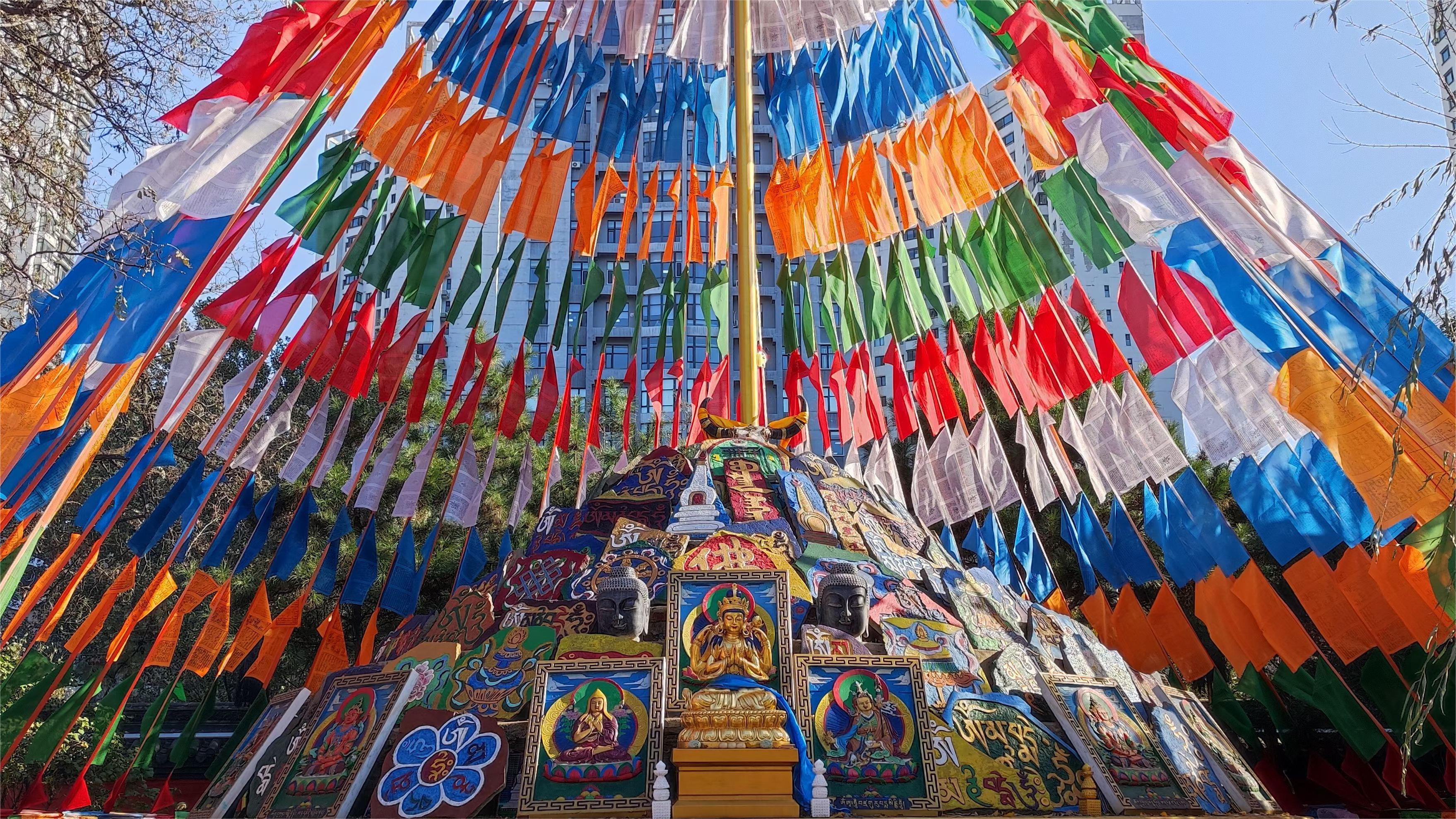
实胜寺內的玛尼堆

明末時，蒙古末代大汗林丹汗并握有玉寶、“玛哈噶喇”金佛、《金经》三大法宝，号令蒙古各部落。據稱金佛是忽必烈時代在军营中所铸造，当时这尊佛像被视为元朝皇帝的护法神。“玛哈噶喇”金佛曾由五台山转至西藏。1617年（明万历四十五年），林丹汗下令在其首都“瓦察尔图察汉浩特”建造金顶白庙，供奉从西藏请来的“玛哈噶喇”金佛。
1632年（后金天聪六年）3月，后金天聪汗皇太極率领10万金蒙联军远征察哈尔部林丹汗。林丹汗闻讯西撤聚拢部落，并与其信奉的藏传佛教萨迦派力量联系，意欲到青海重整旗鼓，反击后金。不料1634年夏（后金天聪八年）林丹汗因出痘（天花）病逝于大草滩（今甘肃永固）年仅43岁。
林丹汗的病逝导致察哈尔部统治阶层以及漠南蒙古各部陷入混乱，纷纷东奔后金，其中就包括金顶白庙的侍从喇嘛默儿极（又名默尔根都尔吉）。他在经过深思熟虑之后，宣布天运已转移到后金汗身上，遂率领他的弟子以及所属人户，以象征吉祥的白骆驼盛载「玛哈噶喇」金佛与《金经》前往盛京，投奔后金。
1635年（后金天聪九年），皇太极在表奖送佛、 迎佛有功之人的同时， 作出为金佛修造佛堂的决定。关于佛堂选址的问题，喇嘛们传说：
墨尔根喇嘛以白骆驼盛载金佛来盛京，行至盛京城西郊3里地方，白骆驼突然止步不前卧地不起。墨尔根喇嘛见状上前扯动缰绳牵拉，又双膝跪地向金佛诵念经文，可是白骆驼依然不起，最后闭目死去。
墨尔根喇嘛遂以这里是“生根”之地，奏请太宗皇帝在此建造经堂供奉金佛。1635年（天聪九年 ）年末，佛堂终于建成。
1636年（清崇德元年）秋， 皇太极下旨将佛堂扩建为“莲华净土实胜寺”。原佛堂改成“绿瓦庙”，作为实胜寺西配殿。1638年9月8日（崇德三年八月初一）竣工。因系皇太极為安抚前来归顺的、信仰藏传佛教的蒙古族而敕建此寺，故该寺又称“皇寺”。落成當日，皇太极率内外诸王、贝勒、大臣及留居盛京的朝鲜世子参加了落成典礼。皇太极主政时，每年正月上旬均来该寺礼佛。1726年（清雍正四年），该寺大修。此後又多次修缮。历代清朝皇帝东巡盛京时，多到该寺朝拜。如乾隆帝四次东巡，均必到该寺礼佛，并咏诗纪事，乾隆帝之《题实胜寺》诗曰：
天聪建年后，蒙古曰观来。
是皆奉佛者，梵宇于是开。
神道而设教，易语理最该。
圣人岂外兹，所谋远且恢。
是寺名实胜，徵明德胜回。

上下同努力，成功资众财。
清朝时，盛京新上任的大小官员也要赴该寺礼佛受印。因该寺受到清朝皇帝重视，勤加修缮，故至今保存完好。
清朝时，实胜寺掌印喇嘛是清朝二品官。实胜寺的香火一直很兴旺，尤其每年正月、四月的初八日至十五日，该寺举行“跳布扎”以“驱除鬼邪”，喇嘛及信徒届时云集该寺。
1952年，国家拨款对该寺进行维修。1984年以来，翻修了大殿、玛哈噶喇佛楼、经房，重建了山门、天王殿，新建了十间配房。其中，1985年，沈阳市人民政府拨款重修了山门、大殿、玛哈噶喇佛楼。
实胜寺是辽宁省文物保护单位。

## 建筑
实胜寺占地面积7000多平方米，建筑面积2000多平方米。整个寺院坐北朝南，平面呈长方形，分为前后两进院落。沿中轴线依次为：山门、天王殿、大殿，两侧则有钟楼、鼓楼、配殿、玛哈噶喇佛楼、经堂、僧房等建筑。实胜寺中现供奉有僧舍利八粒。此外，实胜寺内原来还藏有皇太极为该寺开光时所赐的腰刀一柄，以及努尔哈赤宝剑，现均藏于沈阳故宫博物馆。
实胜寺内的《实胜寺碑》载，实胜寺原来有五楹大殿，装塑三尊西方三圣像，左右排列着阿难、迦叶、无量寿佛、莲花生、八大菩萨、十八罗汉。东西庑各三楹，东庑藏如来一百零八龛托生画像，以及诸品经卷；西庑供奉玛哈噶喇。前天王殿三楹，外山门三楹，还有僧寮、禅室、钟鼓音乐之类。
- 牌楼：实胜寺前的东西大道上，原来有一对飞檐斗拱的木制牌楼，现已无存。[1][4]
- 山门：
- 天王殿：三楹，歇山式。殿内两侧有四大天王彩绘造像。中间供奉弥勒佛，弥勒佛背后为韦驮。
- 钟楼、鼓楼：山门内东、西两侧分别建有钟楼、鼓楼。钟楼内悬有一口千斤重的铁钟，过去钟楼早晚敲钟，“皇寺鸣钟”成为盛京八景之一。鼓楼内放置一面大鼓，夜间击鼓报时，声音依更次而有别。[1][4]
- 大殿：大殿高十多米，建在青砖平台基础之上。大殿周围内廊有24根红色的明柱。大殿面阔五楹，进深三楹。为飞檐斗拱歇山式木架结构，顶覆黄琉璃瓦绿剪边。大殿正中供奉着六尺高的释迦牟尼塑像。左右供奉阿难、迦叶、弥勒佛、燃灯佛、莲花生、无量寿佛；弥勒佛左侧有宗喀巴塑像。下有八大金刚，上有十八罗汉。大殿内雕梁画栋，两根顶梁的柱上绘制有金龙盘柱，天棚是藏式风格藻井。天花板上有彩绘的极乐世界——佛城。大殿内还收藏有许多种经卷及乐器。
- 碑亭：位于天王殿后的东、西两侧。右侧石碑正面刻有满文，背面刻有汉文。左侧石碑正面刻有蒙古文，背面刻有藏文。两碑合称“四体文碑”。碑文记述了建寺经过及殿宇规模、供佛序列。[1][4]
- 玛哈噶喇佛楼：位于大殿西南，两层，飞檐斗拱歇山式木架结构。原来内藏玛哈噶喇金佛，为皇太极征战察哈爾部时获得。该楼即为收藏此金佛而建，并由此得名。实胜寺内的石碑记载：“至大元寺主时，有喇嘛帕斯八用金铸护法玛哈噶喇，奉祀于五台山。后请移于沙漠。又有喇嘛夏儿巴忽秃兔，复移于大元裔插汉儿灵丹汗国祀之。我宽温仁圣皇帝，徵服其国，人民咸归。时有喇嘛默儿极，随载而来，上闻之乃命众喇嘛往迎，以礼接至盛京西郊。” 玛哈噶喇金佛供奉在该楼楼上，楼下为葬有盛京默儿极（今译默尔根都尔吉）喇嘛遗骨的木制佛塔。清朝皇帝每次来巡该寺，均要参拜玛哈噶喇金佛。金佛系萨迦派护法红棒玛哈噶喇（又名宝帐怙主）法相，为立像，双手捧着降魔杖，高大约一尺二寸，重量为64.5市斤（因旧时16两为一斤，故金佛重一千两，又称“千两佛”），外观呈古铜色。建此楼时，为了防止金佛被盗，所以在楼梯口加了两道锁，下设大翻板，以防止人踏入该楼楼上。金佛于1946年3月20日被盗，至今下落不明，佛像曾于1990年重新泥塑。2016年，经各方人士募捐下重塑金身，并经加持等仪式重回实胜寺。[1][4]
- 護法樓：樓内供養有沙爾巴呼圖克圖、墨爾根喇嘛與召烏力吉三位高僧之舍利。

## 法事与活动

### 抬佛节
皇寺抬佛节源自1638年（崇德3年）农历四月十五日寺院完工后举办的盛会，于每年农历四月十五、十六、十七日举行，距今已有三百余年历史，是沈阳代表性民俗之一，现今抬佛节于2016年恢复，包括迎请金佛开光盛典、火供法会、玛哈噶喇金刚舞与绕寺巡游等一系列佛事活动。